# Hoplopleura cornata
Hoplopleura cornata är en insektsart som beskrevs av Kim 1972. Hoplopleura cornata ingår i släktet Hoplopleura och familjen gnagarlöss. Inga underarter finns listade i Catalogue of Life.